# Buněčná terapie
Buněčná terapie je léčba, při které dochází k cílenému průniku buněčného materiálu do těla pacienta. Ve většině případů jde o živé buňky, např. T-lymfocyty, které zahájí rozvoj buněčné imunity.
V širším smyslu v sobě definice zahrnuje i přenos celých orgánů (transplantace) od dárce, neboť transplantovaná tkán je tvořena buňkami. Zpravidla se ale transplantace do buněčných terapií nezahrnuje a termín buněčná terapie se užívá pro přenos buněk. Termín se nepoužívá ani pro klasické imunologické preparáty, které mohou obsahovat neupravenou buněčnou kulturu (očkování atp.).
Buněčná terapie vznikla v 19. století, když se zkoušela injektáž zvířecí tkáně do těla zvířat a lidí (Charles-Édouard Brown-Séquard a Paul Niehans) např. za účelem eliminace znaků stárnutí. První úspěšná léčba byla transplantace kostní dřeně v roce 1968. V poslední době se největší naděje vkládají do terapie kmenovými buňkami.
Terapie s názvem Prochymal byla podmíněně schválena v Kanadě v roce 2012 za účelem léčby odmítání transplantovaného orgánu u dětí, které nejsou reaktivní na steroidy. Jde o allogenní kmenové buňky z mezenchymálních kmenových buněk (MSCs) z kostní dřeně. Buňky jsou odděleny od tkáně, kultivovány a zamraženy do doby užití. FDA schválila pět terapií s hematopoetickými kmenovými buňkami z pupečníku pro léčbu krevních imunutních chorob. V roce 2014 European Medicines Agency doporučila schválit v EU Holoclar, léčbu poruch limbálních kmenových buněk kmenovými buňkami. V dubnu 2016 stejná agentura doporučila schválit společnosti GlaxoSmithKline's Strimvelis buněčnou terapii pro léčbu deficitu adenosindeaminázy.

## Mechanismus působení
V současnosti existují desítky variant buněčné terapie za užití různých typů buněk vkládaných do různých orgánů a tkání za různých podmínek. Společnými základními znaky jsou:
1. Kmenové nebo jiné buňky jsou vloženy dopožadovaného místa působení, buňky následně diferencují na požadované typy a nahrazují poškozenou tkáň (např. u léčby srdce)
2. Kmenové nebo jiné buňky generují v místě působení růstové faktory, cytokíny nebo chemokiny, které způsobí vlastní opravu poškozených tkání. Samotné injektované buňky pak mají zpravidla krátkou životnost a působí především protizánětlivě, protiapopticky atp.[6][7]

## Typy užívaných buněk a terapií
- Pluripotentní buňky – potomci totipotentních buněk a mohou produkovat jakékoliv jiné buňky kromě buňky totipotentní.
- Multipotentní buňky - mohou produkovat pouze buňky příbuzné danému typu buňky (např. krevní buňky…).
- Progenitor (unipotentní buňky) – mohou produkovat jediný typ buněk, ale mají schopnost se plně samy obnovit.

### Alogenní buněčná terapie
Alogenní (cizí, odlišná) buněčná terapie přenáší buňky dárce, který je odlišný od příjemce. Atraktivní je zejména pro faramceutické firmy, neboť znamená standardizaci procesu a nízké náklady V současné době se testují terapie na Crohnovu chorobu a oběhové problémy.

### Lidská embryonální kmenová buněčná terapie
Embryonální kmenová buňka je pluripotentní kmenová buňka raného embrya ve stadiu tzv. blastocysty. V současné době se testuje taková léčba Parkinsonovy choroby a diabetu.

### Neurální kmenová buněčná terapie
Neurální pluripotentní kmenové buňky se testují také pro léčbu Parkinsonovy a Huntingtonovy choroby.

### Mezenchymální kmenová buněčná terapie
Mezenchymální kmenová buňka (MSC) je multipotentní buňka schopná obnovovat poškozené mezenchymální a krvetvorné tkáně. Je schopná se měnit (diferencovat) na široké spektrum buněčných typů, jako je chondrocyt, adipocyt, osteocyt, osteoblast, myocyt, kardiomyocyt, neuron či inzulin produkující buňka. Mezenchymální buňky jsou proto vhodnými kandidáty pro použití v regenerativní medicíně a buněčné terapii.

### Hematopoetická kmenová buněčná terapie
Hematopoetická kmenová buňka (HSC, hemocytoblast) je multipotentní[1] kmenová buňka, která dává vzniknout v procesu krvetvorby (hematopoézy) různým (zejména krevním) buňkám. Z této kmenové buňky vznikají červené krvinky, krevní destičky i různé bílé krvinky